# Igroscopia
L'igroscopia (o igroscopicità) è la capacità di una sostanza o di materiali di assorbire prontamente le molecole d'acqua presenti nell'ambiente circostante. Tali sostanze sono dette igroscopiche.
Un esempio di sostanza igroscopica è la carta, specie se di canapa o di altre fibre, oppure il biodiesel, che assorbe l'acqua fino a circa 1.200 ppm. Altre sostanze igroscopiche sono ad esempio il cloruro di sodio, l'alcol etilico, l'alcol metilico, la calce viva (ossido di calcio), l'acido solforico concentrato e l'idrossido di sodio concentrato.
Il grado di igroscopicità definisce la maggiore o minore attitudine di una sostanza ad assorbire umidità.
L'igroscopia differisce dall'idrofilia in quanto la prima riguarda la capacità di assorbire umidità, la seconda la capacità di assorbire acqua in forma liquida. Una sostanza può essere igroscopica e idrofoba (l'idrofobia è l'opposto dell'idrofilia), un esempio è la lana che assorbe grandi quantità di umidità, ma è difficile da bagnare.
L'igroscopia può essere anche una caratteristica desiderata, quando si desidera abbassare il tasso di umidità di uno spazio chiuso. Uno dei materiali maggiormente utilizzati a tal proposito è il gel di silice.
È buona norma mantenere i materiali igroscopici in contenitori sigillati quando non sono in uso.

## Industria tessile
L'igroscopia è una caratteristica fisica determinante che gioca un ruolo fondamentale nella commercializzazione di alcune fibre in quanto la presenza di umidità ne altera il peso. Essendo le fibre commercializzate a peso e non a lunghezza, definire la quantità di umidità in esse presente è fondamentale per poterne determinare il corretto prezzo. Per la commercializzazione è stato introdotto il tasso di ripresa definito come la percentuale massima d'umidità di ogni tipo fibra. Inoltre, molti test fisici e meccanici vengono effettuati in ambienti opportunamente climatizzati, in genere a 20 °C e 65% di umidità relativa.

## Inseminazione igroscopica
Si tratta di una recente tecnica utilizzata per inseminare le nubi al fine di incrementarne la piovosità. La tecnica è stata progettata in Messico da un gruppo di studiosi locali e statunitensi coordinati dal meteorologo Roelof T. Bruintjes del National Center for Atmospheric Research di Boulder in Colorado e consiste nell'inserire, all'interno delle nubi, microscopiche particelle di sale aventi il compito di attrarre l'acqua e di formare gocciole sempre più grandi, le quali finiscono per urtare tra loro fino a precipitare a terra. Il compito dell'inseminazione igroscopica, in pratica, è quello di accelerare la crescita delle goccioline (che si fondono una all'interno dell'altra), aumentando così, almeno in teoria, le precipitazioni.